# Límite de Eddington
El límite de Eddington (también conocido como luminosidad de Eddington) es la máxima luminosidad que puede pasar a través de una capa de gas en equilibrio hidrostático, suponiendo simetría esférica, una composición de hidrógeno puro, gravedad newtoniana e interacción entre materia y radiación únicamente por dispersión Thomson. 
El límite de Eddington es una función de la masa del objeto, y puede expresarse como:
{\displaystyle L_{\text{Eddington}}=32.000{\frac {M}{M_{\odot }}}L_{\odot }}
donde
- {\displaystyle L_{\text{Eddington}}} es la luminosidad máxima
- {\displaystyle M} es la masa del objeto
- {\displaystyle M_{\odot }} es la masa del Sol
- {\displaystyle L_{\odot }} es la luminosidad del Sol

Utilizando la relación masa-luminosidad, puede aplicarse al cálculo de la masa máxima de una estrella. En dicho caso es necesario utilizar una composición química más realista, ya que en las atmósferas estelares reales la radiación interacciona con la materia predominantemente a través de líneas de elementos distintos al hidrógeno. Por esa razón, la masa máxima de una estrella depende, entre otros parámetros, de su metalicidad.